# Fotoelektrisk effekt
Den fotoelektriske effekt er det fænomen, at elektroner udsendes fra en overflade (normalt af metal) når overfladen udsættes for og absorberer kvanter af elektromagnetisk stråling med en vis fotonenergi, som regel målt i elektronvolt (eV) (fotoner), som f.eks. ultraviolet lys eller synligt lys fotoner, hvis energi overskrider en vis energikvantetærskel kaldet løsrivelsesenergien. Denne tærskel er en materialekonstant; en størrelse der afhænger af hvilket stof overfladen er lavet af. Alkalimetaller behøver minimum synligt lys fotoner; minimum UVA-UVC for almindelige metaller – og minimum UVD for ikke-metaller.
Det at alkalimetaller behøver den mindste fotonenergi for at få løsrevet elektroner, er netop årsagen til elektronrørs orange glød og forklaringen på at lysstofrørs katoder har en overflade af alkalimetal.
Ingen elektroner bliver udsendt med belysning af stråling, som består af fotoner under denne energikvantetærskel, da elektronerne så ikke kan få nok energi til at bryde med overfladens atombindinger. Nøglen til forståelse af fænomenet er den indsigt, at det et kvantefænomen, dvs. at det handler om mødet mellem en enkelt foton og en enkelt elektron. Hvis fotonen ikke i sig selv har den tilstrækkelige energi, så er det lige meget hvor mange fotoner, der kommer i flok; de kan ikke løsrive en eneste elektron. Effekten er altså kvantiseret og den er non-lineær, set i forhold til lysets spektrum.
Elektronerne, som bliver udsendt, bliver i mange lærebøger benævnt 'fotoelektroner'. Når en del af fotonenergien er "forbrugt" på at frigøre elektronen, vil den tiloversblevne energi blive omsat til bevægelsesenergi hos elektronen: Jo mere fotonens kvanteenergi overskrider tærsklen, desto større fart vil elektronen have på sin vej væk fra overfladen.
Albert Einstein fik Nobelprisen i fysik i 1921 for forklaringen af den fotoelektriske effekt.

## Lys som partikler
Omkring 1900-tallets begyndelse opdagede man at metallers overflade kunne udsende elektroner når de blev bestrålet med lys. Elektroner optager energi fra lyset og får energi nok til at bevæge sig væk fra overfladen. Det sker hvis metallet bliver belyst med lys med stor frekvens. Det kaldes fotoelektriske effekt (kommer af ordet foton). Lys kan opfattes som små bølgepakker. En bølgepakke kaldes en foton. Den foton opfattes som en partikel. Det at det er en partikel med en bølgelængde er lidt specielt, det er ikke normalt. 
Når et stof udsender eller optager lys sker det i form af fotoner. En fotons energi afhænger af udelukkende lysets frekvens. Jo større frekvens for lyset jo mere energi indeholder fotonen.

## Kinetisk energi
For at excitere elektroner, der er blevet tiltrukket til et stykke metal, kan man belyse metallet med elektromagnetisk stråling, fx ved brug af en lampe, hvilket som sagt er pointen med den fotoelektrisk effekt. Det kræver dog ofte lys med meget korte bølgelængder, fordi disse former for lys består af fotoner, der individuelt har en stor energi. En meget kraftig halogenpære, eller selv en kraftig tungstenlampe, med masser af watt, er dermed ikke tilstrækkelige til dette formål. Nok har lyset, der udsendes fra sådanne lyskilder, samlet set en høj energi, men ingen foton har den fornødne energi til at løsrive en elektron. Med andre ord, deres bølgelængde i vakuum er ikke kort nok. Den samlede mængde lys - og dermed energi - fra sådanne lamper er høj, og derfor kan lyset blænde og afsætte en stor mængde varme, men det beror på andre effekter end den fotoelektriske effekt. 
Forskellige metaller kræver elektromagnetisk stråling med forskellige bølgelængder for at få de fangede elektroner til at løsrive sig, men der gælder, at lys med korte bølgelængder, fx ultraviolet lys, vil kunne klare det. Grunden til, at lys med korte bølgelængder kan få exciteret elektronerne tilstrækkeligt er, at de individuelle fotoner i disse former for lys har en høj frekvens og dermed også en høj energi - specifikt en høj kinetisk energi.
Den kinetiske energi for elektroner, som er fanget i den ene af to metalplader i et kredsløb og dermed ikke kan bevæge sig til den anden metalplade kan udregnes ved denne formel,
{\displaystyle E_{kin}=U_{stop}\cdot Q}
Hvor {\displaystyle E_{kin}} er elektronernes kinetiske energi målt i Joules.
{\displaystyle U_{stop}} er når elektronerne ikke bevæger sig og ikke kan komme til den modsatte plade, også kaldet standsningspotentialet, og er målt i volt.
og {\displaystyle Q} er elektronernes ladning målt i coulombs, eller ampere per sekund.

## Beregning af fotonernes energi (Plancks formel)
Energien {\displaystyle E} kan beskrives som
{\displaystyle E=h\cdot f}
hvor {\displaystyle f} er frekvens og {\displaystyle h} er Plancks konstant.

## Eksterne links
- International Year of Light and Light-based Technologies Arkiveret 27. maj 2015 hos  Wayback Machine